# 萨库安艾德哈
萨库安·艾德哈（1987年8月3日—）是一名马来西亚足球运动员，司职前锋。目前效力马来西亚超级足球联赛俱乐部森美兰。
萨库安艾德哈出生于马来西亚森美兰，他有一名双胞胎兄弟埃迪尔·扎福安，也是一名足球运动员，目前效力柔佛DT

## 荣誉

### 俱乐部
森美兰
- 马来西亚运动会金牌：2004年
- 马来西亚超级足球联赛冠军：2005–06年
- 马来西亚首要足球联赛冠军：2021年
- 马来西亚杯冠军：2009年、2011年
- 马来西亚足总杯冠军：2010年

武装部队
- 马来西亚首要足球联赛冠军：2012年

吉打
- 马来西亚杯冠军：2019年

### 国家队
马来西亚U-23
- 默迪卡盃足球賽冠军：2007年
- 东南亚运动会金牌：2009年

马来西亚
- 東盟足球錦標賽亚军：2018年